# Strzelectwo na Letnich Igrzyskach Olimpijskich 2012 – trap (kobiety)

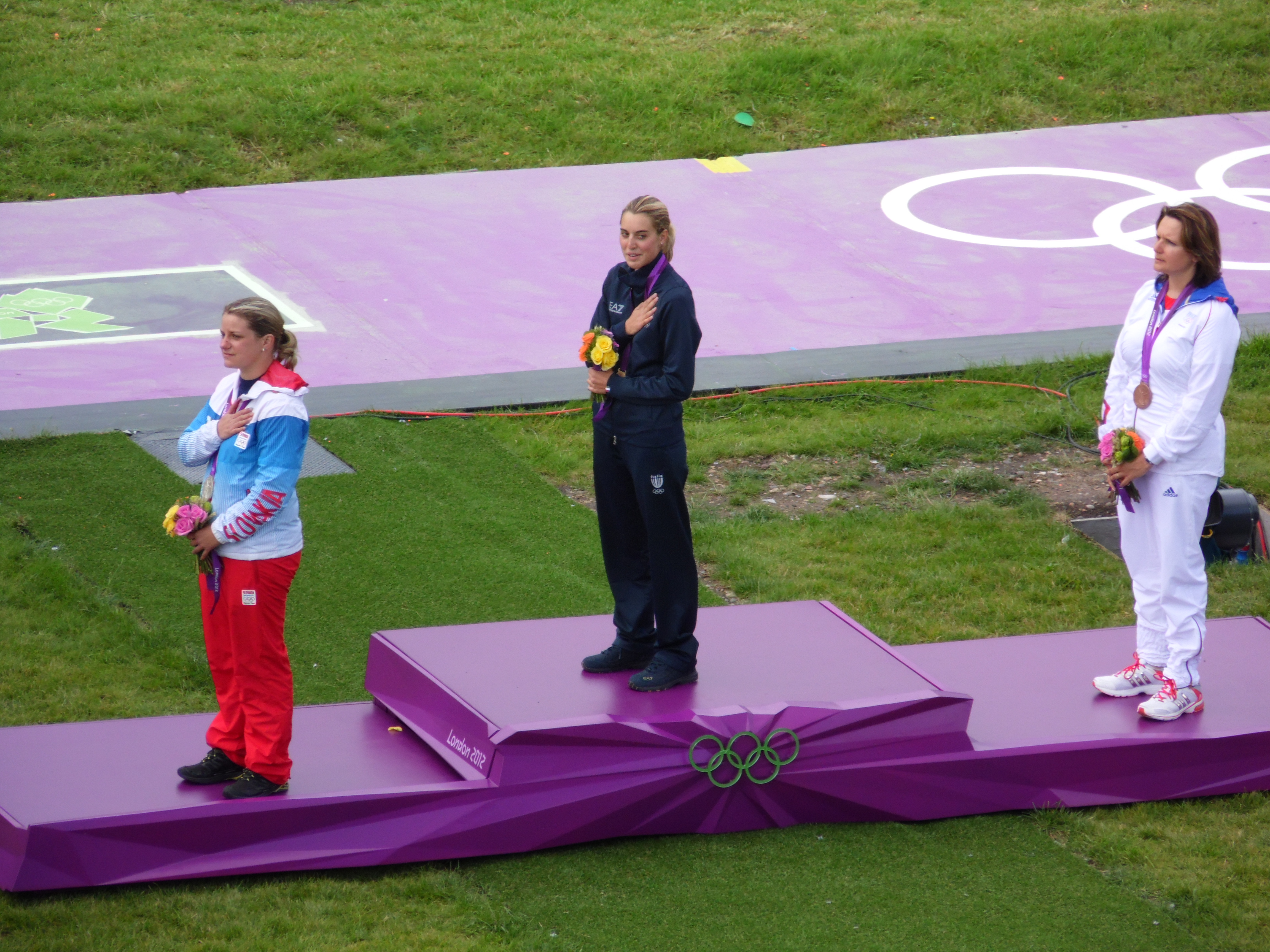
Na pierwszym szczeblu podium znajduje się Jessica Rossi, na drugim Zuzana Štefečeková, a na trzecim Suzanne Balogh

Trap kobiet na Letnich Igrzyskach Olimpijskich w Londynie był rozgrywany w Royal Artillery Barracks w Londynie.

## Format
W kwalifikacjach wystąpiły 22 zawodniczki, z których każda oddała po 75 strzałów (3 serie po 25 strzałów). W każdej serii zawodniczka miała do zestrzelenia 25 dysków, z których 10 wyrzuconych było w lewo, 10 w prawo i 5 prosto. Zawodniczki mogły wykonać dwa strzały do tego samego celu. Do finału awansowało 6 najlepszych zawodniczek. W finale każda oddała po 25 strzałów. Punkty z kwalifikacji sumowane były z punktami zdobytymi w finale.

## Terminarz
Czas UTC+01:00
| Data            | Godzina | Runda        |
| --------------- | ------- | ------------ |
| 4 sierpnia 2012 | 9:00    | Kwalifikacje |
| 4 sierpnia 2012 | 15:00   | Finał        |

## Rekordy
Przed rozpoczęciem zawodów aktualne rekordy świata i olimpijski były następujące:.
Runda kwalifikacyjna – 75 strzałów
| WR | Wiktorija Czujko     | 74 | Nikozja | 13 czerwca 1998  |
| OR | Daina Gudzinevičiūtė | 71 | Sydney  | 18 września 2000 |

Runda finałowa – 25 strzałów
| WR | Zuzana Štefečeková  | 96 (77+22) | Qingyuan | 4 kwietnia 2006  |
| OR | Satu Mäkelä-Nummela | 91 (70+21) | Pekin    | 11 sierpnia 2008 |

## Kwalifikacje
Wyniki:
| Pozycja | Zawodniczka          | Kraj              | 1  | 2  | 3  | Suma punktów | Notatki         |
| ------- | -------------------- | ----------------- | -- | -- | -- | ------------ | --------------- |
| 1       | Jessica Rossi        | Włochy            | 25 | 25 | 25 | 75           | WR,Q            |
| 2       | Zuzana Štefečeková   | Słowacja          | 24 | 25 | 24 | 73           | Q               |
| 3       | Suzanne Balogh       | Australia         | 24 | 23 | 25 | 72           | Q               |
| 4       | Delphine Réau        | Francja           | 25 | 25 | 22 | 72           | Q               |
| 5       | Alessandra Perilli   | San Marino        | 25 | 24 | 22 | 71           | Q               |
| 6       | Fátima Gálvez        | Hiszpania         | 23 | 25 | 22 | 70           | Dogrywka: 12, Q |
| 7       | Satu Mäkelä-Nummela  | Finlandia         | 22 | 24 | 24 | 70           | Dogrywka: 11    |
| 8       | Jelena Tkacz         | Rosja             | 23 | 22 | 25 | 70           | Dogrywka: 6     |
| 9       | Kimberly Rhode       | Stany Zjednoczone | 23 | 21 | 24 | 68           |                 |
| 10      | Lin Yi-chun          |                   | 22 | 23 | 22 | 68           |                 |
| 11      | Corey Cogdell        | Stany Zjednoczone | 25 | 22 | 21 | 68           |                 |
| 12      | Liu Yingzi           |                   | 23 | 22 | 22 | 67           |                 |
| 13      | Nihan Kantarcı       | Turcja            | 24 | 21 | 21 | 66           |                 |
| 14      | Daina Gudzinevičiūtė | Litwa             | 24 | 22 | 20 | 66           |                 |
| 15      | Yukie Nakayama       | Japonia           | 20 | 23 | 22 | 65           |                 |
| 16      | Charlotte Kerwood    | Wielka Brytania   | 22 | 19 | 23 | 64           |                 |
| 17      | Sonja Scheibl        | Niemcy            | 20 | 22 | 22 | 64           |                 |
| 18      | Ray Bassil           | Liban             | 22 | 22 | 20 | 64           |                 |
| 19      | Kang Gee-Eun         | Korea Południowa  | 19 | 22 | 21 | 62           |                 |
| 20      | Shagun Chowdhary     | Indie             | 23 | 17 | 21 | 61           |                 |
| 21      | Yasmina Mesfioui     | Maroko            | 17 | 24 | 20 | 61           |                 |
| 22      | Gaby Ahrens          | Namibia           | 20 | 21 | 18 | 59           |                 |

## Finał
| Pozycja | Zawodniczka        | Kwalifikacje | Finał | Suma punktów | Notatki     |
| ------- | ------------------ | ------------ | ----- | ------------ | ----------- |
| złoto   | Jessica Rossi      | 75           | 24    | 99           | WR, OR      |
| srebro  | Zuzana Štefečeková | 73           | 20    | 93           | Dogrywka: 3 |
| brąz    | Delphine Réau      | 72           | 21    | 93           | Dogrywka: 2 |
| 4       | Alessandra Perilli | 71           | 22    | 93           | Dogrywka: 1 |
| 5       | Fátima Gálvez      | 70           | 17    | 87           |             |
| 6       | Suzanne Balogh     | 72           | 15    | 87           |             |